# Hybomys
Hybomys é um género de roedor da família Muridae.

## Espécies
- Hybomys badius Osgood, 1936
- Hybomys basilii Eisentraut, 1965
- Hybomys lunaris (Thomas, 1906)
- Hybomys planifrons (Miller, 1900)
- Hybomys trivirgatus (Temminck, 1853)
- Hybomys univittatus (Peters, 1876)